# Forêt domaniale de Grande Chartreuse
Pour les articles homonymes, voir Chartreuse.
La forêt domaniale de Grande Chartreuse est une forêt domaniale française située dans le massif de la Chartreuse. 
Il s'agit de la plus grande forêt publique des Alpes françaises. Elle appartient à l'État depuis la Révolution française et la confiscation des biens du clergé. Elle faisait partie auparavant des possessions de l'ordre des Chartreux qui lui donna son nom.

## Histoire de la forêt de la Grande Chartreuse

### Préhistoire et Antiquité
Des monnaies gauloises et des sépultures de l'âge du fer sont mises au jour sur le pourtour du massif mais pas à l'intérieur de celui-ci, un indicateur qui permet de supposer que la forêt n'est quasiment pas exploitée.

### Moyen Âge

#### Fondation du monastère de la Grande Chartreuse
Le 9 décembre 1086 devant le synode diocésain à Grenoble, l'évêque Hugues, dans une charte de donation, ratifie solennellement les donations qu'avaient faites deux ans plus tôt les seigneurs propriétaires des terres de Chartreuse, soit un domaine de 1 700 ha. Cet espace naturel, agrandi et arrondi par des donations postérieures, recouvre progressivement une partie importante de la forêt de la Grande Chartreuse. 

## Géographie

### Localisation et description
Situé entre les agglomérations de Grenoble et de Chambéry, l'ensemble de la forêt couvre en Chartreuse, environ 60 % du territoire du parc naturel régional de Chartreuse. 
La surface forestière de l'ensemble du massif répartie sur les deux départements de l'Isère et de la Savoie, est estimée à environ 42 500 hectares, la forêt domaniale couvre environ 20 % de cette superficie, soit 8 466 hectares selon l'Office national des forêts (ONF) qui gère cette partie de la forêt considérée comme la plus grande forêt domaniale des Alpes. La futaie de conifères et la futaie mixte représentent une grande partie de la forêt.

### Climat de la Grande Chartreuse

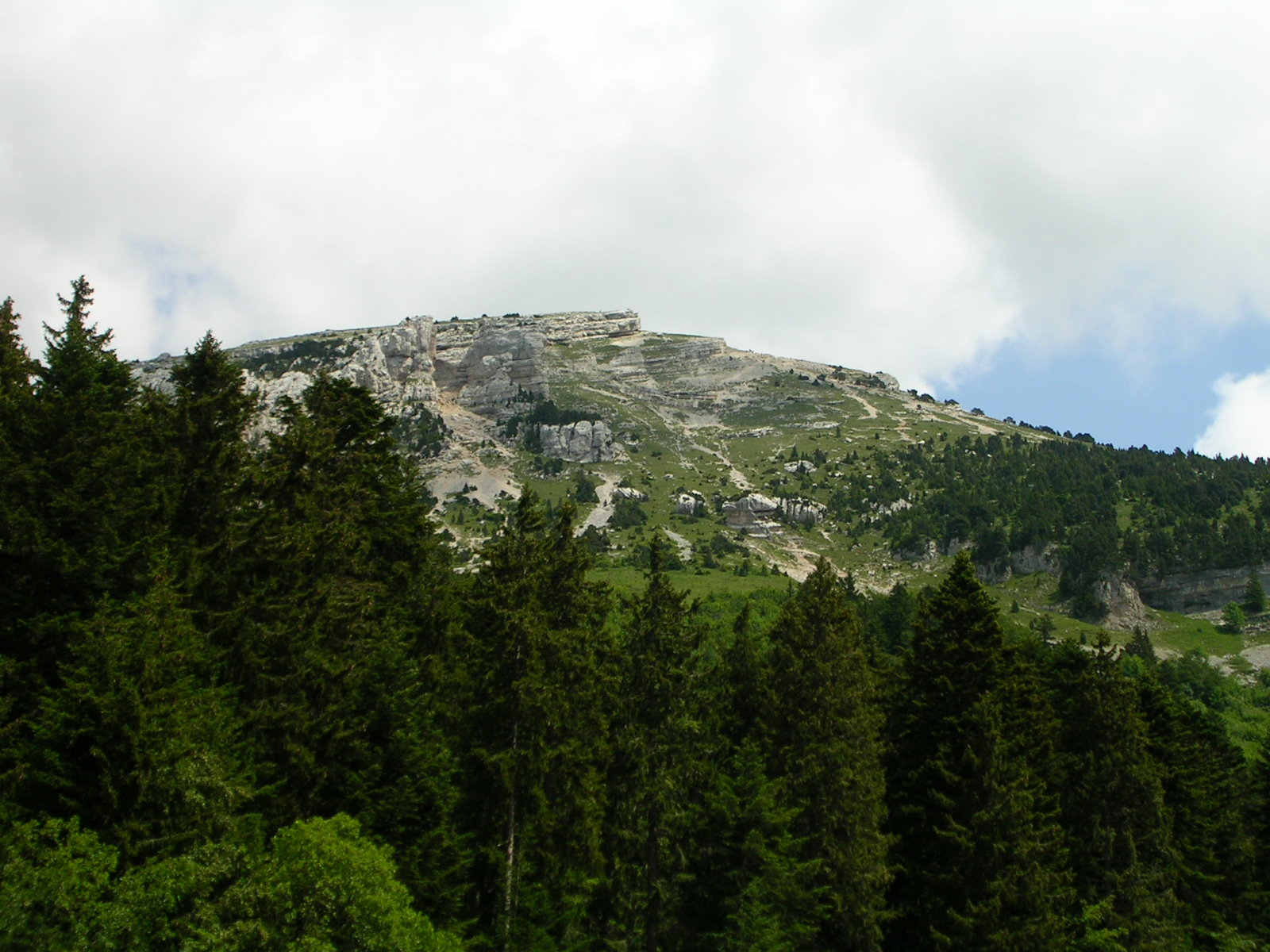
La forêt près de la Chamechaude, au cœur du massif.

Le massif de la Chartreuse, à l'instar du massif du Vercors et du massif des Bauges, est un des trois massifs préalpins que rencontrent les perturbations atlantiques venant généralement de l'ouest. La pluviométrie y est donc marquée, et de manière encore plus accentuée en Chartreuse. Il tombe ainsi plus de 2 mètres d'eau par an près de la Grande Chartreuse, contre moitié moins en vallée du Grésivaudan, située plus à l'est et protégée par ce même massif.

## Toponymie
Deux possibilités, quant à l'origine du nom :
La plus classique avec Calma Trossa qui signifie, à l'origine, la « prairie troussée », c'est-à-dire une prairie labourée ou défrichée en francoprovençal qui a ensuite évolué en Charme Trousse, puis Chartrousse ou Chatrousse, nom que l'on retrouve encore au XVIe siècle.
Une autre hypothèse, plus ancienne, veut que le nom dérive de catorissium ou caturissium (voire de formes plus anciennes telles Catourisa au VIIe siècle ou Catuserias au Xe siècle), lieu où l'on trouve des chaumières, mais qui est également rapproché étymologiquement du peuple celte des Caturiges, de catu, « combat », et riges, pluriel de rix, « roi » ; cette explication est reprise par Alain Rey dans son Dictionnaire historique de la langue française.

## Écologie

### Le parc naturel régional de Chartreuse
Le parc a été créé le 6 mai 1995 et révisé le 18 avril 2008.
Le Journal officiel a publié vendredi 18 avril 2008 le décret renouvelant le parc naturel régional de Chartreuse pour les onze prochaines années en y intégrant huit nouvelles communes des départements de l'Isère et de la Savoie.
Depuis cette révision de 2008, le parc couvre une superficie de 76 700 hectares et compte 60 communes adhérentes (41 en Isère, 19 en Savoie) qui totalisent 46 300 habitants, tous résidents du parc.

### Faune et flore
La réserve naturelle nationale des Hauts de Chartreuse héberge 820 espèces végétales sont recensées dont une trentaine sont rares à l'échelle régionale comme le Liparis de Loesel (Liparis loeselii), le Sabot de Vénus (Cypripedium calceolus) le Vulnéraire des Chartreux et la Potentille luisante.
Parmi les mammifères recensés figurent le chamois et des chiroptères : la Barbastelle d'Europe, la Sérotine de Nilsson et l'Oreillard septentrional. La présence du Lynx boréal est également avérée. Le chevreuil, le sanglier et le cerf fréquentent la Chartreuse centrale. Les oiseaux présents au Charmant Som sont en particulier l'Aigle royal, le Tichodrome échelette, le Chocard à bec jaune et le Tétras lyre. La Rosalie des Alpes est une espèce de coléoptère protégée.

## Économie

### Tourisme
De nombreux sites historiques, culturels et naturels accueillent un grand nombre de touristes dont notamment (pour les sites naturels) le cirque de Saint-Même et les gorges du Guiers Vif et les différents sommets du massif.
Ouvert aux visiteurs, la forêt abrite également le désert des Chartreux et sa « zone de silence » qui doit être respectée

### L'AOC Bois de Chartreuse
L'arrêté interministériel au Journal Officiel du 23 octobre 2018 labellise le Bois de Chartreuse avec l'appellation d'origine contrôlée, grâce au travail décennal du Comité Interprofessionnel Bois de Chartreuse constitué à l’initiative du Parc.
Les espèces pour produire le Bois de Chartreuse sont le Sapin pectiné (Abies alba) et l'Épicéa commun (Picea abies).
Il est produit et transformé sur le territoire de 134 communes de l'Isère e de la Savoie,,.